# Independentisme escocès

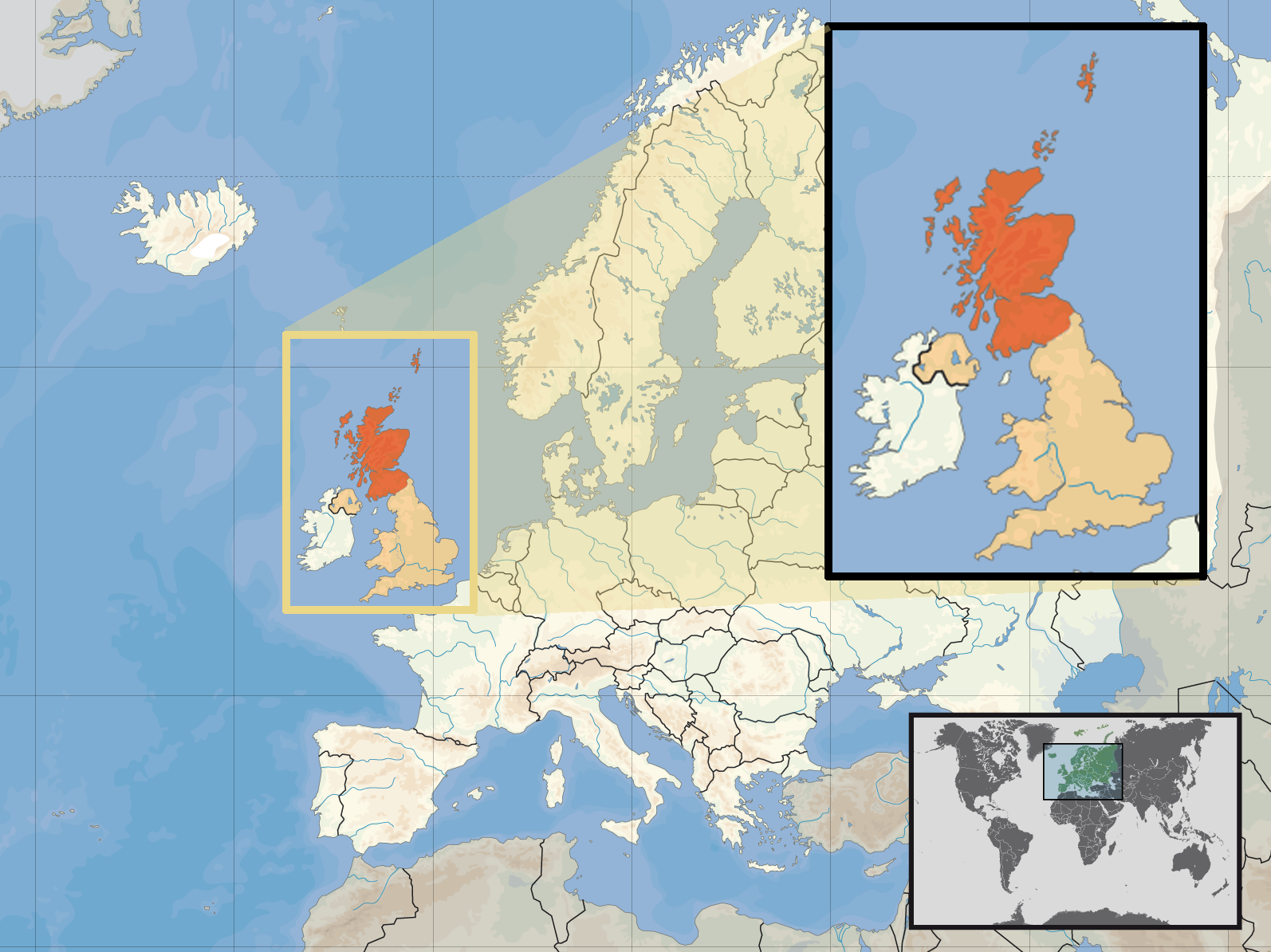
Localització d'Escòcia dins el Regne Unit i Europa

L'independentisme escocès és una aspiració de diferents partits polítics i agents socials escocesos de dissoldre el Regne Unit i aconseguir convertir Escòcia en un territori independent com ja ho fou fins al 1707. Els partidaris de la independència d'Escòcia argumenten que la impossibilitat d'aquesta nació de decidir de forma absoluta sobre els seus afers, de forma nacional i internacional, va en detriment dels interessos escocesos. Segons aquests agents, donat que el govern del Regne Unit actua en benefici del conjunt de l'estat (del qual Anglaterra és la part més poblada) no és beneficiós per a ells romandre dins del Regne. Els detractors de la independència d'Escòcia argumenten que seguir units amb la resta de territoris del Regne Unit beneficia els escocesos, ja que d'aquesta manera formen part d'una potència major que tampoc posa en compromís la seva identitat nacional.
El govern escocès ha convocat un referèndum per la independència d'Escòcia la tardor de 2014.
Entre els anys 843 i 1707 el Regne d'Escòcia i el Regne d'Anglaterra foren dos territoris independents. L'any 1707 amb la signatura de l'Acta d'Unió i la creació del Regne de la Gran Bretanya els dos regnes es fusionaren i els respecius parlaments es dissolgueren i crearen el Parlament de la Gran Bretanya que aglutinava funcions de tots dos. La creació del Partit Nacional Escocès l'any 1934 marca un punt important en la història de l'independentisme escocès. Aquest partit aposta obertament per la independència i obté representació de forma continuada des de les eleccions de 1967, ocupa la majoria absoluta al Parlament escocès des de l'any 2011.
L'idependentisme escocès visqué un resorgiment a partir dels anys 1970 com a conseqüència d'una crisi econòmica i un procés de desindustrialització. Aquests processos sumats al descobriment de jaciments petroquímics al mar del Nord retornaren al centre del debat polític la necessitat de gestionar els propis recursos. L'any 1979 se celebrà un referèndum per la recuperació de l'autogovern. El resultat fou afirmatiu malgrat que la norma no entrà en vigor a causa d'una polèmica clàusula que obligava que els vots afirmatius fossin més del 40% del total del cens. El Parlament escocès i el govern escocès entraren en funcions finalment després de la celebració d'un nou referèndum l'any 1997 en què es preguntà novament sobre la necessitat de restaurar el parlament i sobre si aquest havia de tenir la potestat de legislar sobre impostos. El resultat fou afirmatiu en tots dos casos.
La discussió sobre la independència s'ha mantingut en el centre del debat polític des que l'any 2009 el Partit Nacional Escocès presidit per Alex Salmond plantejà una sèrie de converses amb diferents agents socials sobre el tema. La qüestió s'ha mantingut al centre de l'ideari del partit i ha estat una qüestió principal en les propostes per la campanya de les eleccions de 2011 en què guanyaren per majoria absoluta. Alex Salmond proposà el gener de 2012 la celebració d'un referèndum a la tardor de 2014. El govern del Regne Unit presidit per David Cameron ha acceptat que el referèndum sigui vinculant.

## Història
La Lliga Nacional Escocesa (Scots National League), formada el 1921, va ser un grup inicialment establert a Londres que lluitava per la independència d'Escòcia, altament influenciat pel Sinn Féin irlandès. Va crear el periòdic Scots Independent el 1926 i el 1928 va col·laborar amb l'Associació Nacionalista Escocesa de la Universitat de Glasgow (Glasgow University Scottish Nationalist Association) a crear el Partit Nacional d'Escòcia (National Party of Scotland), favorable a un estat independent escocès. Un dels fundadors va ser-ne Hugh MacDiarmid, un poeta que havia començat a promoure la literatura escocesa, al costat d'altres relacionats amb el Partit Laborista.
El 1923 socialista John MacLean creà el Partit Republicà des Treballadors Escocesos (Scottish Workers' Republican Party), influit per les idees de James Connolly, que defensava el socialisme i la independència d'Escòcia.
El Partit Nacional d'Escocia va aliar-se amb el Partit Escocès (Scottish Party), una organització autonomista formada el 1932 per antics membres del Partit Conservador, i el 1934 es van unir per formar el Partit Nacional Escocès, el qual, encara que inicialment era autonomista, posteriorment va passar a donar suport a la independència. El partit va sofrir un descens de suport en la dècada de 1930 quan la paraula nacionalisme va començar a estar associada amb el nacionalsocialisme alemany, però van aconseguir el seu primer diputat en una elecció parcial el 1945, encara que el van perdre en les eleccions generals tres mesos després.
El Partit Nacional Escocès va tenir un notable èxit electoral en la dècada de 1960, i quan es va trobar petroli al mar del Nord el 1970, va poder contrarestar els temors sobre la viabilitat econòmica d'una possible independència amb el lema "És petroli d'Escòcia". Van argumentar que els beneficis d'aquest petroli, recaptats per la hisenda britànica, havien beneficiat poc Escòcia, en comparació amb altres parts del Regne Unit (com Anglaterra).

### El renaixement de la dècada de 1970
En les eleccions generals del Regne Unit de febrer de 1974, els votants escocesos van triar set membres del Partit Nacional Escocès, que van augmentar a onze en les eleccions d'octubre de 1974. Això va donar poder al moviment independentista amb propostes més avançades en la Cambra dels Comuns del Regne Unit, on el Partit Laborista va formar un govern minoritari amb el suport del Partit Liberal.
Com havien promès, els laboristes van fer propostes per a un Parlament escocès amb una assemblea escocesa semiautònoma amb poders per controlar alguns aspectes de política interna. Però mentre que la mesura tenia el suport del Partit Laborista Escocès, alguns membres (majoritàriament anglesos) es van oposar a un canvi constitucional sense un mandat clar i el parlament va decidir celebrar un referèndum, requerint un 40% o més de l'electorat a favor en comptes de requerir una simple majoria dels vots en el referèndum. Efectuat el referèndum, un 33% va votar a favor i un 31% en contra, amb una abstenció del 36%, per la qual cosa la proposta no va veure la llum. Els progressos de l'independentisme es van veure frenats quan el Partit Nacional Escocès va recolzar una moció de censura contra el govern i va forçar unes eleccions generals el 1979 que van donar la victòria a la gran adversària de la independència, Margaret Thatcher.

### Devolució

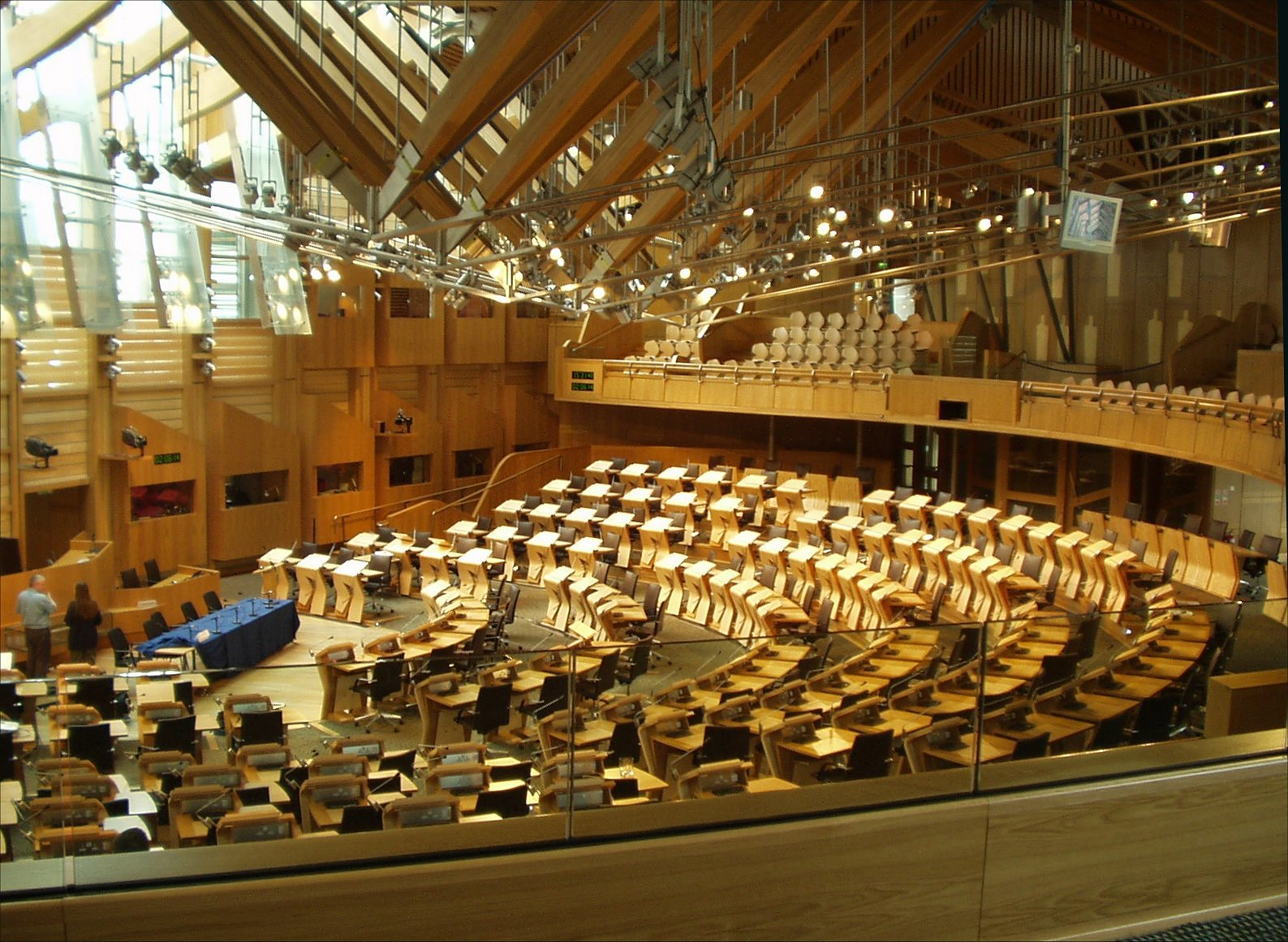
Hemicicle del Parlament escocès

Els partidaris de la independència escocesa continuaven tenint opinions contraposades sobre l'autonomia, un moviment que incloïa molts partidaris de continuar amb la unió, si bé en un marc de descentralització dins del Regne Unit. Dins del camp independentista, alguns van veure l'autonomisme com un pas cap a la independència, mentre que uns altres desitjaven arribar immediatament a la separació.
En els anys de govern conservador va tenir lloc la Campanya per una Assemblea Escocesa, que va desembocar en la convocatòria el 1989 de la Convenció Constitucional Escocesa, la qual va aconseguir un cert consens sobre unes bases creades per diversos partits per a la devolució de poder polític a Escòcia, a pesar que el Partit Conservador va rebutjar cooperar i el Partit Nacional Escocès es va retirar del debat quan es va veure clar que la convenció no estava disposada a negociar la independència d'Escòcia com una opció constitucional. El Partit Laborista va guanyar el 1997 les eleccions generals i Donald Dewar, com a secretari d'estat per a Escòcia va executar les promeses del seu partit sobre la creació d'un Parlament escocès, convocà un referèndum al setembre d'aquest any en què un 75% dels votants es va pronunciar a favor de la devolució de poders. El parlament llavors va aprovar la Llei d'Escòcia per crear un Parlament escocès triat directament pels escocesos amb poders sobre la majoria de les polítiques regionals. Al maig de 1999 Escòcia va tenir les seves primeres eleccions per al parlament retornat i al juliol el Parlament escocès va celebrar la seva primera sessió, per primera vegada des que el parlament previ havia estat dissolt el 1707. El parlament escocès tenia cent trenta-nou membres triats per un sistema de representació proporcional. Donald Dewar es va convertir en el primer ministre d'Escòcia amb el govern de coalició entre el Partit Laborista Escocès i el Partit Liberal Demòcrata, mentre que el Partit Nacional Escocès es va convertir en el primer partit de l'oposició.
Amb l'aprovació de tots els partits, la cançó de lletra igualitària de Robert Burns A Man's A Man for A' That va ser cantada per l'activista Sheena Wellington en la inauguració del Parlament escocès. Aquesta cançó va ser adoptada com l'himne no oficial modern del moviment independentista escocès.
D'una manera similar, la inauguració de la reina Isabel II del nou edifici del Parlament escocès va ser acompanyada de la cançó d'Aaron Copland Fanfare for the Common Man.
No obstant això, encara que els escocesos van aconseguir la devolució i van aconseguir competències sobre la majoria dels seus assumptes, els nacionalistes continuen reclamant la independència.

### Independentisme
Entre els favorables a la independència hi ha el Partit Nacional Escocès (SNP), que és el qui té més suport electtoral i ha encapçalat el govern escocès des de la devolució, a més del Partit Verd Escocès (SGP o Greens) i el Partit Socialista Escocès (SSP), més minoritari.
A diferència del SNP, partidari de mantenir la moneda, el Partit dels Verds Escocès dona suport a que Escòcia tingui la seva pròpia moneda si esdevé un país independent per establir la total independència econòmica, en lloc d'estar lligat a la lliura esterlina. Un plantejament similar al SSP.

### Referèndum d'independència de 2014
El 2011 el Partit Nacional Escocès SNP va obtenir la majoria al Parlament escocès i va manifedtar la intenció de complir el programa celebrant un referèndum durant el mandat. El gener de 2012, el govern del Regne Unit es va oferir a proporcionar al Parlament escocès els poders específics per celebrar un referèndum, sempre que fos "just, legal i decisiu". Les negociacions van continuar entre els dos governs fins a l'octubre de 2012, quan es va arribar a l'Acord d'Edimburg. La Llei del Referèndum d'Independència d'Escòcia de 2013 va ser aprovada pel Parlament escocès el 27 de juny de 2013 i va rebre l'autorització reial el 7 d'agost de 2013. El 15 de novembre de 2013, el govern escocès va publicar Scotland's Future, un llibre blanc de 670 pàgines que exposava el cas de la independència i els mitjans a través dels quals Escòcia podria convertir-se en un país independent. A més del SNP, els Verds i altres forces d'esquerra menors doanren suport a la campanya "Yes for Scotland".
L'agost de 2014, poc abans de la celebració el primer minsitre conservador David Cameron, el viceprimer ministre liberal Nick Clegg, i el líder dels laboristes Ed Milliband, signaren una declaració conjunta que prometia més transferència de poders a Escòcia immediatament en cas d'un "no".
El 18 de setembre de 2014 es va celebrar el primer referèndum d'independència, el No obtingué el 55.3% dels vots, i el Sí un 44.7%. Donaren suport a la independència ciutats com Glasgow (53,5% "Sí" i 46,5% "No"), Nord Lanakshire (51,1% Sí i 48,9% No)) o Dundee (57,3% Sí i 42,7% No), mentre s'hi oposaren Edimburg (61% No, i 39% Sí) o Aberdeen (58,6% No i 41,4% Sí).

### Nou referèndum
Després que el Regne Unit decidís en el referèndum de gener de 2016 la seva sortida de la Unió Europea (amb el vot contrari majoritari a Escòcia), es tornà a plantejar un nou referèndum d'independència.
El gener de 2021, l'SNP va declarar que, si els partits independentistes aconseguien la majoria a les eleccions al Parlament escocès de 2021, el govern escocès presentaria un projecte de llei per a un referèndum d'independència. L'SNP i els verds escocesos, (que també donen suport a la independència) van guanyar la majoria d'escons a les eleccions i van entrar al govern junts sota l'acord de Bute House. El juny de 2022, Sturgeon va anunciar plans per celebrar un referèndum el 19 d'octubre de 2023.
Davant la negativa del govern britànic, immers en continues crisis i canvis de primer ministre, a negociar un nou referèndum. El 15 de feber de 2023 la Primera ministra escocesa Nicola Sturgeon dimitia del carrec i del lideratge del SNP.